# Hospital Universitario de Heidelberg

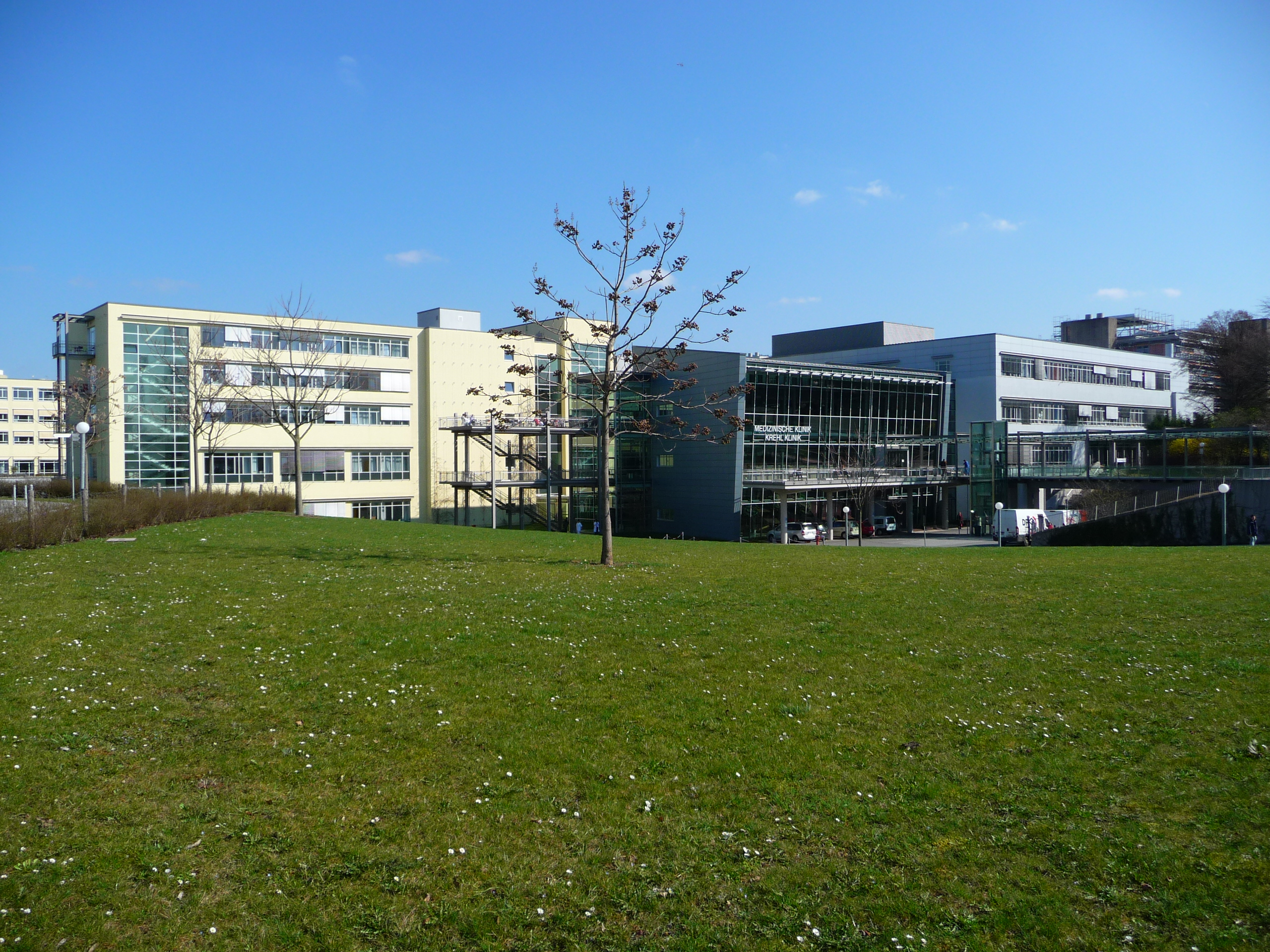
Hospital de Medicina Interna Campus Nuevo (Universidad de Heidelberg) Heidelberg

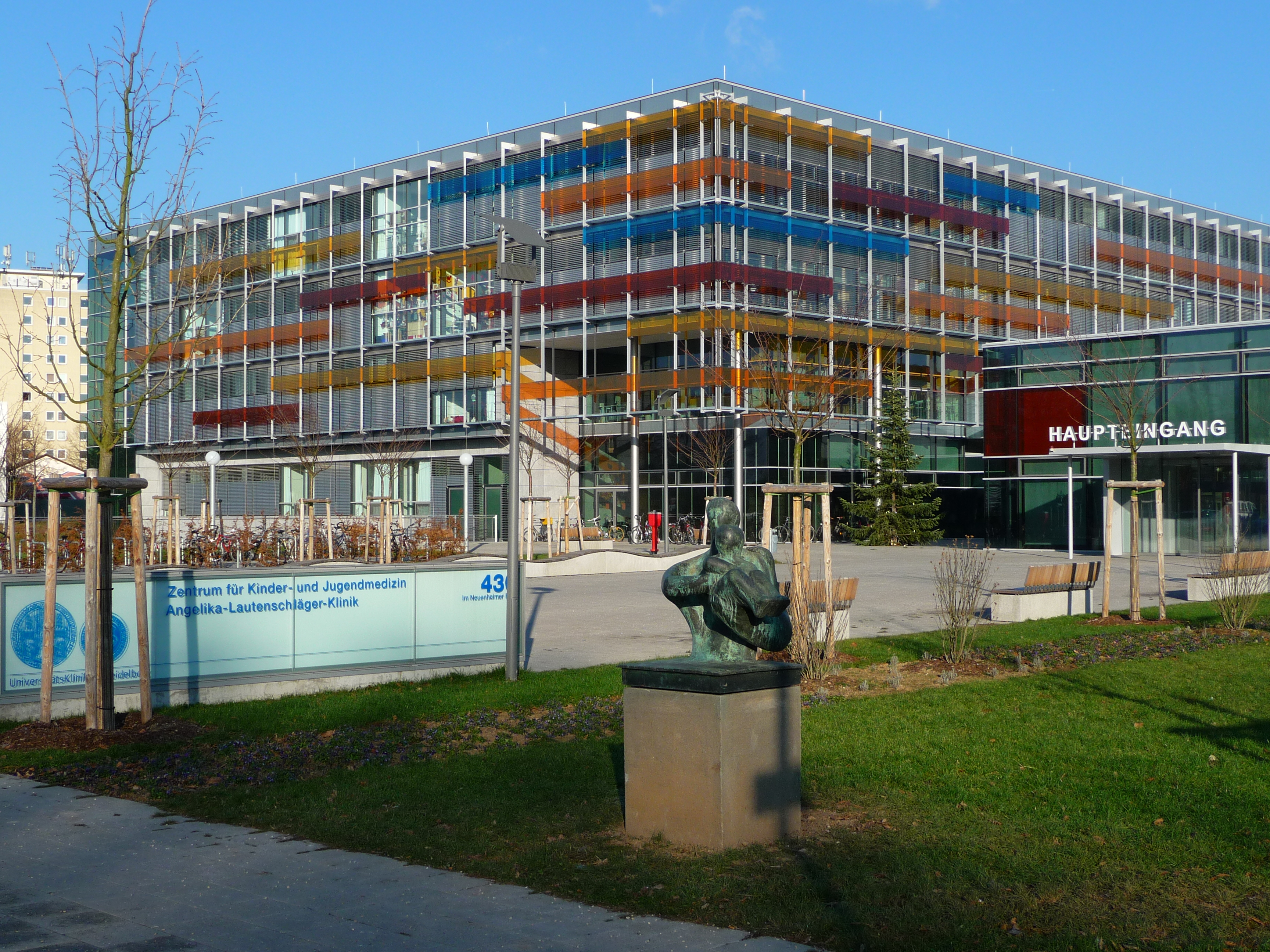
El hospital de niños

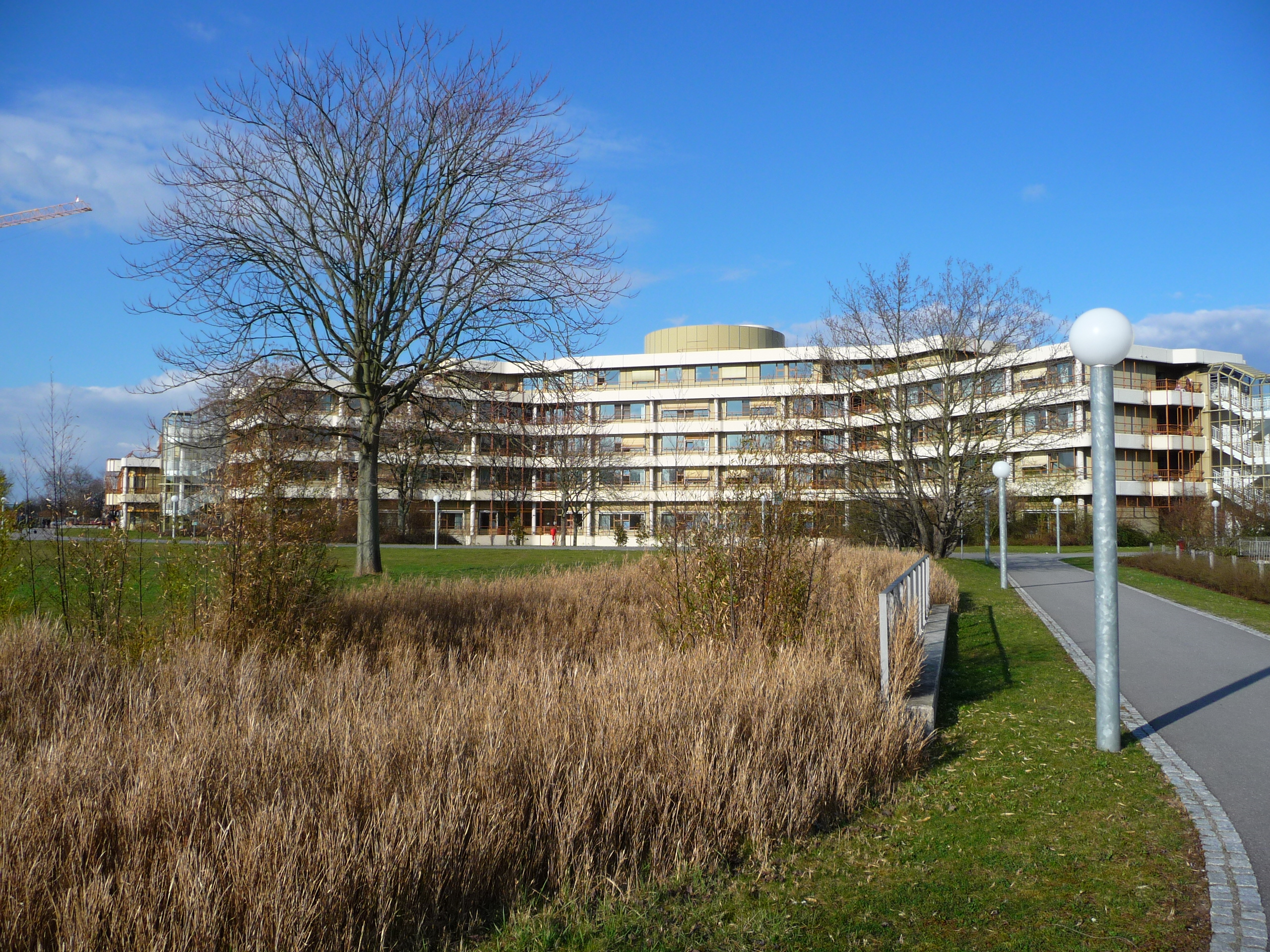
Centro para Lesiones y Enfermedades en el área de la Cabeza/Cuello

El hospital universitario de Heidelberg es uno de los más grandes y más reconocidos centros médicos de Alemania. Está estrechamente unido a la Escuela de Medicina de la Universidad de Heidelberg, fundada en 1388, lo que lo convierte en el más antiguo de Alemania. 
El hospital universitario está formado en realidad por 12 hospitales, la mayoría de ellos situados en el [ Campus Nuevo (Universidad de Heidelberg)], a unos 10 minutos en coche desde el centro histórico de la ciudad.

## Atención al paciente
Unos 700 mil pacientes al año son tratados en el Hospital Universitario de Heidelberg. El hospital es especialmente conocido por el tratamiento del cáncer. Una reciente innovación en el cuidado del paciente con cáncer es la fundación del Centro Nacional de Enfermedades Tumorales (NCT) en colaboración con el  Centro Alemán de Investigación del Cáncer (DKFZ, por sus siglas en alemán). El objetivo del NCT es la colaboración interdisciplinar entre diferentes clínicas y disciplinas científicas básicas y la rápida implantación de nuevos e innovadores procedimientos terapéuticos. Un buen ejemplo del liderazgo de Heidelberg en la investigación innovadora para el tratamiento del cáncer es HIT (terapia de iones pesados). HIT utiliza haces de iones pesados, como los iones de carbono, los cuales se consideran los mejores para el tratamiento de algunos cánceres, en comparación con la radiación normal de fotones. La nueva dependencia ubicada en el Hospital Universitario de Heidelberg es el único en el mundo. El haz de radiación HIT es manejado por un escáner cilíndrico de 600 toneladas que se hace girar para enfocar el haz. A pesar de su enorme peso, la desviación del haz es menor de ½ milímetro. Para alcanzar este nivel de precisión el escáner debe ser mantenido a una temperatura constante. El coste total de dicho centro ascendió a más de 100 millones de euros en 2009.

## Investigación
La Escuela de Medicina de la Universidad de Heidelberg es uno de los centros de investigación biomédica más activos de Alemania. Existen estrechos vínculos entre el Hospital Universitario y diferentes organismos de investigación en Heidelberg, por ejemplo el Centro Alemán de Investigación del Cáncer, el Instituto Max Planck de Investigación Médica y el Laboratorio Europeo de Biología Molecular.

## Educación médica
La Escuela de Medicina de la Universidad de Heidelberg es la escuela alemana de medicina más competitiva y difícil de entrar, con un coeficiente de aceptación del 3,6 por ciento (2008). Su programa de medicina, comprendido por dos años básicos, seguido de la primera de las dos etapas del examen de licencia médica alemana, y cuatro años de estudios clínicos) ha sido objeto de una reforma fundamental en 2001. A partir de ese año, todos los estudiantes de medicina de la Universidad Heidelberg, Hospital Universitario de Heidelberg (a diferencia de la Facultad de Medicina Universidad de Heidelberg en Mannheim ) cursan un programa reformado de seis años de duración llamado "HeiCuMed" (" Heidelberger Curriculum Medicinale "). Esta carrera es una versión adaptada del plan de estudios de la Escuela de Medicina de Harvard. Los programas de pregrado y postgrado de la Escuela de Medicina de la Universidad de Heidelberg han desempeñado un papel fundamental en la ciudad de Heidelberg, siendo premiada como "Universidad de la Excelencia" por la Iniciativa de la Excelencia de las Universidades Alemanas. 

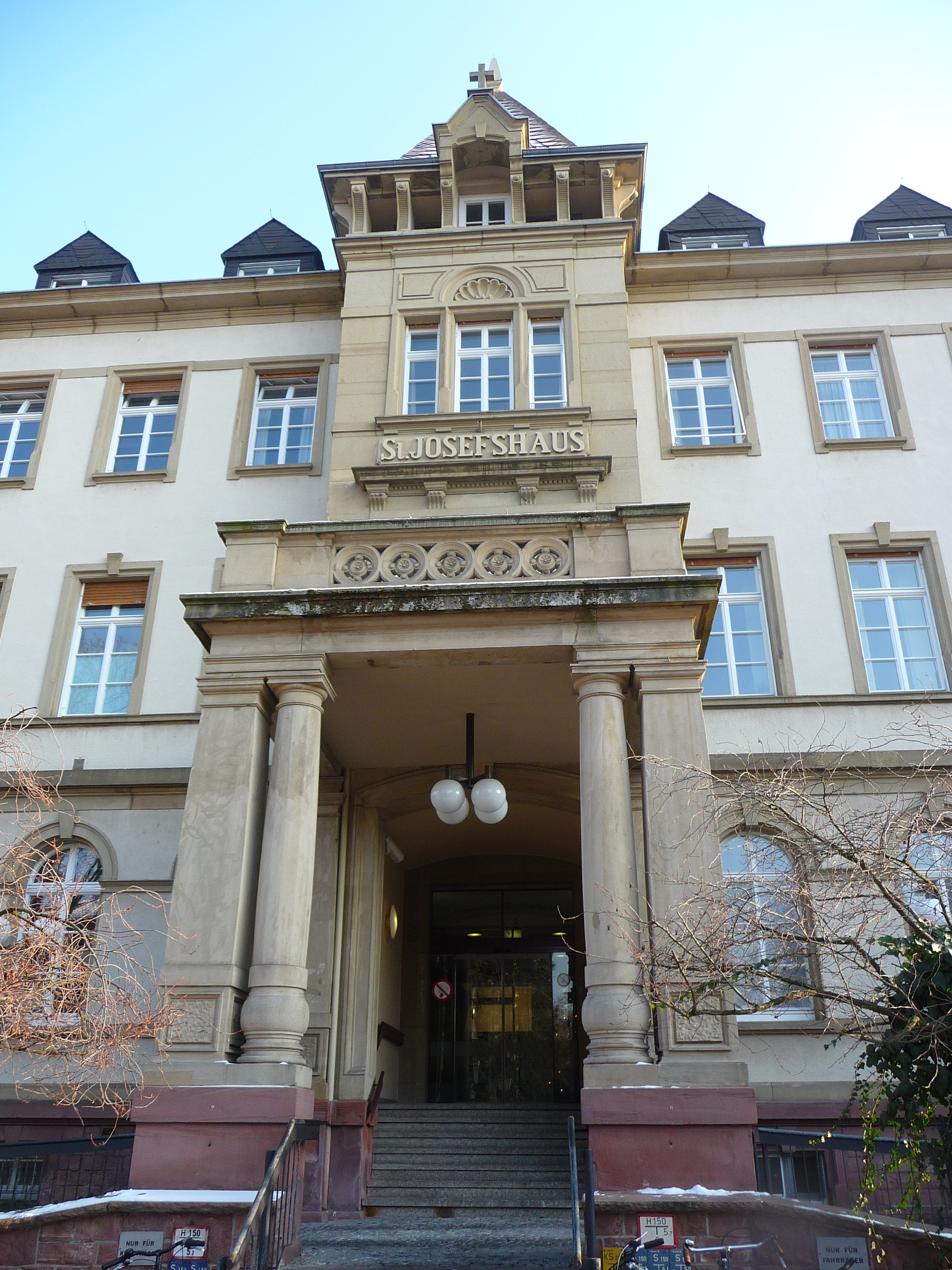
Entrada principal del Hospital St. Joseph

## Investigadores notables y los médicos afiliados al Grupo de Investigación de Heidelberg en época reciente
- Markus Büchler, cirujano, profesor de medicina en la Universidad de Heidelberg, conocido por sus trabajos pioneros en la cirugía de páncreas.

- Hugo Katus, cardiólogo, profesor de medicina en la Universidad de Heidelberg, desarrolló la prueba de Troponina T, para la detección bioquímica de un infarto al miocardio.

- Bert Sakmann ([ Premio Nobel de Fisiología o Medicina], 1997), profesor de la Universidad de Heidelberg y un científico emérito del Instituto Max Planck para la Investigación Médica en Heidelberg.

- Harald zur Hausen (Premio Nobel de Fisiología o Medicina, 2008), desde 1983 hasta 2003 se desempeñó como presidente y miembro del consejo asesor científico del Centro Alemán de Investigación Oncológica en Heidelberg y como profesor de medicina en la Universidad de Heidelberg.

## Historia del hospital
- 1386: Fundación de la Universidad de Heidelberg por el Elector Palatino Ruprecht I.
- 1388: La Escuela de Medicina de Heidelberg inicia la formación de estudiantes.
- 1899: Por primera vez las mujeres son admitidas para estudiar medicina en Heidelberg.